# Schlacht um Umm Qasr

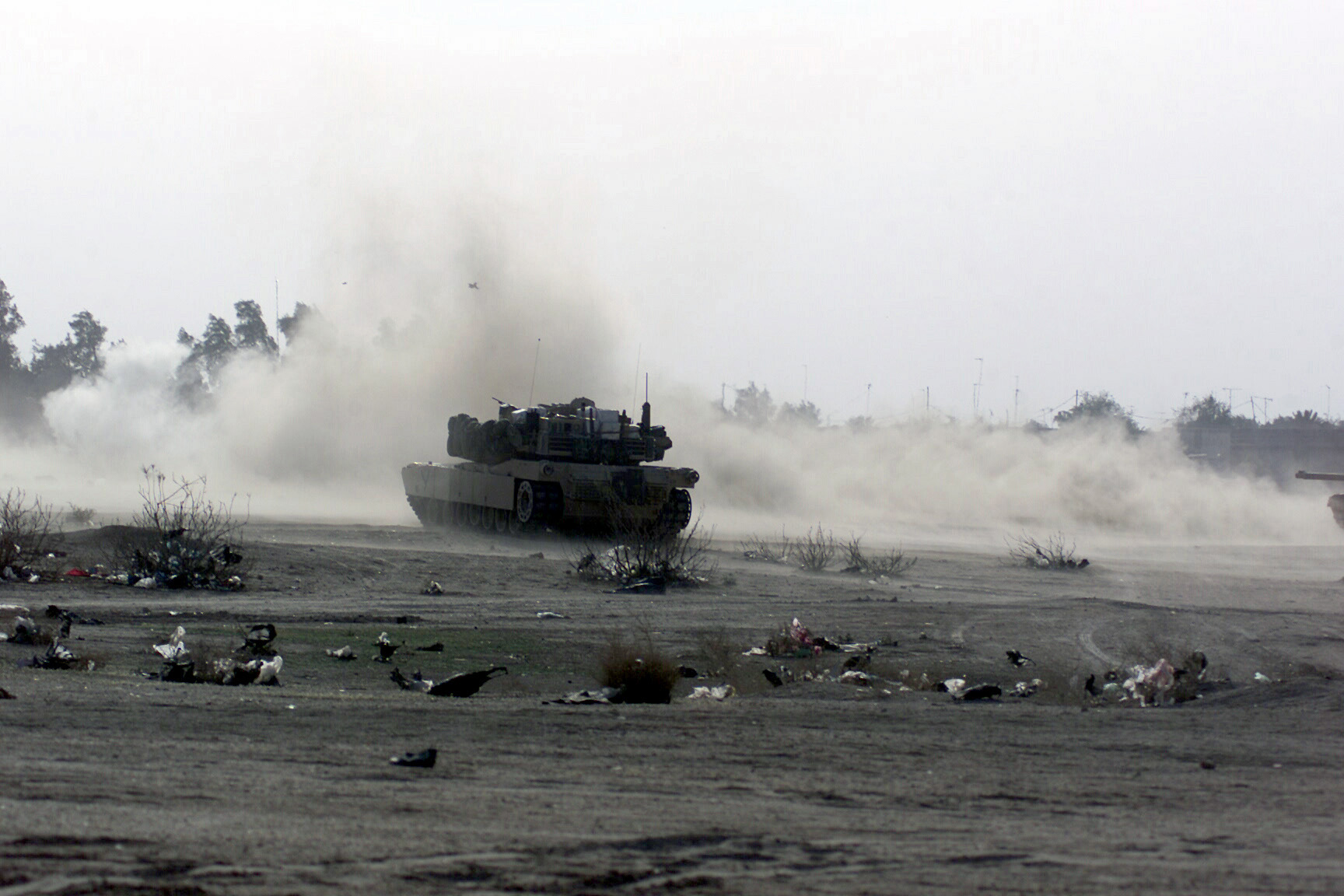
M1A1-Abrams-Kampfpanzer während der Schlacht

Die Schlacht um Umm Qasr war die erste militärische Konfrontation während des Irakkrieges. Der Tiefseehafen von Umm Qasr ist der einzige des Landes und stellte daher ein wichtiges militärisches Ziel dar. Der Hafen wurde von den Koalitionskräften für den Fortlauf der Invasion und die Versorgung ihrer Truppen benötigt. Der Angriff auf die Hafenstadt begann am 21. März 2003. Die 15th Marine Expeditionary Unit und die 3 Commando Brigade der Royal Marines und die polnische Spezialeinheit GROM bildeten die Speerspitze beim Angriff auf das Hafengebiet. Den Koalitionskräften standen Einheiten der Republikanischen Garde gegenüber, die stärkeren Widerstand leisteten als von der militärischen Führung erwartet wurde. Nach Tagen schwerer Kämpfe konnten die Gefechte in die Altstadt von Umm Qasr verlagert werden. Der Hafen wurde am 25. März als gesichert betrachtet. Die Kämpfe im Stadtgebiet dauerten noch einige Zeit an. Bei der Eroberung der Stadt kamen Soldaten der polnischen Spezialeinheit GROM unter dem Kommando von Roman Polko zum Einsatz.
Bei den Gefechten kamen auf irakischer Seite ca. 30–40 Soldaten ums Leben, während die Koalitionskräfte 14 Gefallene zu beklagen hatten. 450 irakische Soldaten gerieten in Kriegsgefangenschaft.